# Oracle Challenger Series – Indian Wells
Oracle Challenger Series – Indian Wells – męski turniej tenisowy rangi ATP Challenger Tour i kobiecy kategorii WTA 125K series. Rozgrywany na kortach twardych w amerykańskim Indian Wells od 2018 roku.

## Mecze finałowe

### Gra pojedyncza mężczyzn
| Rok  | Zwycięzca     | Finalista      | Wynik    |
| 2020 | Steve Johnson | Jack Sock      | 6:4, 6:4 |
| 2019 | Kyle Edmund   | Andriej Rublow | 6:3, 6:2 |
| 2018 | Martin Kližan | Darian King    | 6:3, 6:3 |

### Gra podwójna mężczyzn
| Rok  | Zwycięzcy                        | Finaliści                        | Wynik             |
| 2020 | Denis Kudla Thai-Son Kwiatkowski | Sebastian Korda Mitchell Krueger | 6:3, 2:6, 10–6    |
| 2019 | JC Aragone Marcos Giron          | Darian King Hunter Reese         | 6:4, 6:4          |
| 2018 | Austin Krajicek Jackson Withrow  | Evan King Nathan Pasha           | 6:7(3), 6:1, 11–9 |

### Gra pojedyncza kobiet
| Rok  | Zwyciężczyni       | Finalistka          | Wynik         |
| 2020 | Irina-Camelia Begu | Misaki Doi          | 6:3, 6:3      |
| 2019 | Viktorija Golubic  | Jennifer Brady      | 3:6, 7:5, 6:3 |
| 2018 | Sara Errani        | Kateryna Bondarenko | 6:4, 6:2      |

### Gra podwójna kobiet
| Rok  | Zwyciężczynie                       | Finalistki                       | Wynik       |
| 2020 | Asia Muhammad Taylor Townsend       | Catherine McNally Jessica Pegula | 6:4, 6:4    |
| 2019 | Kristýna Plíšková Jewgienija Rodina | Taylor Townsend Yanina Wickmayer | 7:6(9), 6:4 |
| 2018 | Taylor Townsend Yanina Wickmayer    | Jennifer Brady Vania King        | 6:4, 6:4    |